# Breun (Lindlar)
Der Weiler Breun ist ein Ortsteil der Gemeinde Lindlar, Oberbergischen Kreis in Nordrhein-Westfalen (Deutschland). Er liegt nördlich von Lindlar.

## Lage und Beschreibung
Breun liegt im Norden der Gemeinde Lindlar an der Landesstraße 284 nach Wipperfürth. Durch den Ort fließt die Breun, die in Steinenbrücke in die Lindlarer Sülz mündet.
Zu den Sehenswürdigkeiten zählen sieben Fußfälle.

## Geschichte
1413 wurde der Ort als Brune im ältesten Einwohnerverzeichnis des Kölner St.-Severinstiftes das erste Mal urkundlich erwähnt.

Breun um 1890–1900

Der Name Brune leitet sich von der Bräune ab, eine Rotlaufseuche der Schweine. Verendete Tiere wurden verbrannt, die Herde dann zur Asche getrieben um diese zu fressen. Davon versprach man sich Heilung.
Die Topographia Ducatus Montani des Erich Philipp Ploennies, Blatt Amt Steinbach, belegt, dass der Wohnplatz bereits 1715 mehrere Hofstellen besaß, die als Brähn beschriftet sind und als Dorf ohne Kirche eingezeichnet wurden. Carl Friedrich von Wiebeking benennt die Hofschaft auf seiner Charte des Herzogthums Berg 1789 als Brün. Aus ihr geht hervor, dass Breun zum Kirchspiel Lindlar gehörte und der Titularort der Honschaft Breun war. Zur Honschaft gehörten die Orte Hönighausen, Süng, Büschem, Breun, Hartegasse, Holl, Brochhagen und Feld.
Der Ort ist auf der Topographischen Aufnahme der Rheinlande von 1825 als Breun verzeichnet. Die Preußische Uraufnahme von 1840 zeigt den Wohnplatz unter dem Namen Obr. und Unt. Breun. Ab der Preußischen Neuaufnahme von 1894/96 ist der Ort auf Messtischblättern regelmäßig als Breun verzeichnet.
In der Mitte des 18. Jahrhunderts wurde eine erste Schule in Breun gebaut. Zunächst unterrichteten ortsansässige Handwerker nur im Winter. Gegen Ende des 18. Jahrhunderts wurde schließlich ein eigenes Schulhaus gebaut. Diese Privatschule wurde jedoch zunächst nicht staatlich anerkannt. 1848 wurde die Privatschule zur ordentlichen Schule erhoben und 1858 nach Müllerhof verlegt. Am 12. November 1860 wurde ein Konzessionsgesuch für eine Erzwäsche in der Grube Reschid Pascha bei Breun eingereicht.
1822 lebten 108 Menschen im als Hof kategorisierten Ort, der nach dem Zusammenbruch der napoleonischen Administration und deren Ablösung zur Bürgermeisterei Lindlar im Kreis Wipperfürth gehörte. Für das Jahr 1830 werden für den als Breun bezeichneten Ort 116 Einwohner angegeben. Der 1845 laut der Uebersicht des Regierungs-Bezirks Cöln als Weiler kategorisierte Ort besaß zu dieser Zeit 15 Wohngebäude mit 155 Einwohnern, alle katholischen Bekenntnisses. Die Gemeinde- und Gutbezirksstatistik der Rheinprovinz führt Breun 1871 mit 29 Wohnhäusern und 151 Einwohnern auf.
Im Gemeindelexikon für die Provinz Rheinland von 1888 werden für Breun 32 Wohnhäuser mit 163 Einwohnern angegeben. 1895 besitzt der Ort 30 Wohnhäuser mit 163 Einwohnern und gehörte konfessionell zum katholischen Kirchspiel Süng, 1905 werden 28 Wohnhäuser und 137 Einwohner angegeben.

## Persönlichkeiten
- Johannes Sassenbach (1866–1940), deutscher Gewerkschafter

## Busverbindungen
Haltestelle Breun:
- 332 Wipperfürth–Lindlar–Remshagen–Engelskirchen Bf. (OVAG)